# アー・ユー・ブルー・オア・アー・ユー・ブラインド
「アー・ユー・ブルー・オア・アー・ユー・ブラインド」(Are You Blue or Are You Blind?)はイギリスのロックバンド、ブルートーンズのシングル、もしくはその表題曲。
前作が自主発売で限定シングルだったため、今作が正式なデビューシングルとなる。NMEでは「シングル・オブ・ザ・ウィーク」に選ばれ、インディーズチャート1位、全英チャートでも31位に食い込んだ。タイトル曲は、ファーストアルバム『エクスペクティング・トゥ・フライ』には収録されなかった。このシングルは次作「ブルートニック」とのカップリングで、『ブルートーンズ・コンパニオン』として日本で発売された。

## 収録曲
- CD / 12"

1. Are You Blue or Are You Blind?
2. String Along
3. Driftwood

- 7"

1. Are You Blue or Are You Blind?
2. String Along